# Morti nel 1978/Ottobre
| Questa pagina contiene informazioni ricavate automaticamente dalle voci biografiche con l'ausilio del template Bio e di un bot. L'aggiornamento è periodico e automatico e ricostruisce completamente la pagina. Se manca una persona in questa lista, sei pregato di non aggiungerla, ma accertati piuttosto che la sua voce biografica contenga il template Bio e che i dati anagrafici siano correttamente compilati. Se il template Bio manca, inseriscilo tu stesso o, in alternativa, metti l'avviso {{tmp\|Bio}} che ne segnala la mancanza. Se i dati riportati sono sbagliati, correggi direttamente la voce biografica; le modifiche saranno visibili in questa lista entro pochi giorni. Per chiarimenti vedi il progetto biografie. La lista contiene solo le 82 persone che sono citate nell'enciclopedia e per le quali è stato implementato correttamente il template Bio. Pagina aggiornata al 3 mar 2024. |

- 1º ottobre - Joseph Colombo, mafioso statunitense (n. 1923)
- 1º ottobre - Alfredo Maria Obviar y Aranda, vescovo cattolico filippino (n. 1889)
- 1º ottobre - Charles Pacôme, lottatore francese (n. 1902)
- 3 ottobre - Vasilij Michajlovič Andrianov, politico sovietico (n. 1902)
- 3 ottobre - Aleksandr Belov, cestista sovietico (n. 1951)
- 3 ottobre - Frediano Frediani, architetto italiano (n. 1897)
- 3 ottobre - Octavia Handworth, attrice statunitense (n. 1887)
- 3 ottobre - Alfred Strange, calciatore inglese (n. 1900)
- 4 ottobre - Giuseppe Menotti De Francesco, giurista e politico italiano (n. 1885)
- 4 ottobre - Roy Lee Dennis,  statunitense (n. 1961)
- 4 ottobre - József Erdélyi, poeta ungherese (n. 1896)
- 5 ottobre - Myrtle Anderson, attrice statunitense (n. 1907)
- 5 ottobre - Harold Barron, ostacolista statunitense (n. 1894)
- 5 ottobre - Attilio Castrogiovanni, politico e avvocato italiano (n. 1908)
- 5 ottobre - José Luccioni, tenore francese (n. 1903)
- 6 ottobre - Claudio Miccoli, ambientalista italiano (n. 1958)
- 6 ottobre - Johnny O'Keefe, cantante australiano (n. 1935)
- 7 ottobre - Henry Corbin, orientalista, storico della filosofia e traduttore francese (n. 1903)
- 7 ottobre - Oliviero Serdoz, calciatore italiano (n. 1907)
- 8 ottobre - Walter Corsanini, calciatore italiano (n. 1911)
- 8 ottobre - Amerigo Manzini, giornalista, commediografo e attore italiano (n. 1883)
- 8 ottobre - Karl Swenson, attore statunitense (n. 1908)
- 9 ottobre - Jacques Brel, cantautore, compositore e attore belga (n. 1929)
- 10 ottobre - John Randolph Bray, animatore e fumettista statunitense (n. 1879)
- 10 ottobre - Rino Erler, militare italiano (n. 1913)
- 10 ottobre - Ralph Marterie, musicista italiano (n. 1914)
- 10 ottobre - Kathryn McGuire, ballerina e attrice statunitense (n. 1903)
- 10 ottobre - Ralph Metcalfe, velocista e politico statunitense (n. 1910)
- 10 ottobre - Ernst Zindel, ingegnere aeronautico e imprenditore tedesco (n. 1897)
- 11 ottobre - Goodloe Byron, politico, militare e avvocato statunitense (n. 1929)
- 11 ottobre - Andrea Milani, calciatore italiano (n. 1919)
- 11 ottobre - Alfredo Paolella, antropologo e medico italiano (n. 1928)
- 12 ottobre - Jack Diment, calciatore scozzese (n. 1885)
- 12 ottobre - Luigi Fantini, archivista, speleologo e archeologo italiano (n. 1895)
- 12 ottobre - Vittorio Ramello, calciatore italiano (n. 1902)
- 12 ottobre - Nancy Spungen,  statunitense (n. 1958)
- 13 ottobre - Angelo Bollano, calciatore italiano (n. 1918)
- 14 ottobre - Luigi Angrisani, politico e medico italiano (n. 1905)
- 14 ottobre - Bolesław Filipiak, cardinale e arcivescovo cattolico polacco (n. 1901)
- 14 ottobre - Vladimir Michajlovič Mjasiščev, ingegnere aeronautico sovietico (n. 1902)
- 14 ottobre - Spasoje Nikolić, calciatore e allenatore di calcio jugoslavo (n. 1922)
- 15 ottobre - Thomas Reid MacDonald, pittore canadese (n. 1908)
- 15 ottobre - William Eugene Smith, fotoreporter statunitense (n. 1918)
- 15 ottobre - Giulio Stella, fisiologo italiano (n. 1899)
- 15 ottobre - Carmine Tramunti, mafioso statunitense (n. 1910)
- 16 ottobre - Edmondo Bacci, pittore italiano (n. 1913)
- 16 ottobre - Dan Dailey, attore, ballerino e cantante statunitense (n. 1915)
- 16 ottobre - Lorenzo Niccolai, calciatore italiano (n. 1904)
- 17 ottobre - Jean Améry, superstite dell'Olocausto e scrittore austriaco (n. 1912)
- 17 ottobre - Gertrude Mary Cox, statistica statunitense (n. 1900)
- 17 ottobre - Gösta Danielsson, scacchista svedese (n. 1912)
- 17 ottobre - Giovanni Gronchi, politico italiano (n. 1887)
- 17 ottobre - Saverio Marra, fotografo italiano (n. 1894)
- 18 ottobre - Ramón Mercader, agente segreto spagnolo (n. 1913)
- 18 ottobre - Vladimir Vajnštok, regista e sceneggiatore sovietico (n. 1908)
- 19 ottobre - Paolo Buchner, zoologo tedesco (n. 1886)
- 19 ottobre - Felix Cameroni, clarinettista italiano (n. 1916)
- 19 ottobre - Gig Young, attore statunitense (n. 1913)
- 20 ottobre - Bernhard Karlgren, linguista, filologo e sinologo svedese (n. 1889)
- 20 ottobre - Gunnar Nilsson, pilota automobilistico svedese (n. 1948)
- 20 ottobre - Renzo Ricci, attore e regista teatrale italiano (n. 1899)
- 20 ottobre - Zdzisław Styczeń, calciatore polacco (n. 1894)
- 21 ottobre - Elio Ferrazzi, calciatore italiano (n. 1932)
- 21 ottobre - Toivo Hyytiäinen, giavellottista finlandese (n. 1925)
- 21 ottobre - Anastas Ivanovič Mikojan, politico sovietico (n. 1895)
- 22 ottobre - Emilio Brenta, ammiraglio italiano (n. 1889)
- 22 ottobre - Mischa Epper, scultrice olandese (n. 1901)
- 22 ottobre - Kurt Langenbein, calciatore tedesco (n. 1910)
- 23 ottobre - Maybelle Carter, artista statunitense (n. 1909)
- 23 ottobre - Roman Petrovič Romanov, principe russo (n. 1896)
- 23 ottobre - Vic Woodley, calciatore inglese (n. 1910)
- 24 ottobre - Francisco Luis Bernárdez, poeta e diplomatico argentino (n. 1900)
- 25 ottobre - Guido Testolina, calciatore e allenatore di calcio italiano (n. 1911)
- 26 ottobre - Alexander Gerschenkron, economista russo (n. 1904)
- 28 ottobre - John Moore Allison, diplomatico statunitense (n. 1905)
- 28 ottobre - Geoffrey Unsworth, direttore della fotografia britannico (n. 1914)
- 29 ottobre - Eugen Mack, ginnasta svizzero (n. 1907)
- 29 ottobre - Ida Noddack, chimica e fisica tedesca (n. 1896)
- 29 ottobre - Carlo Payer, calciatore italiano (n. 1890)
- 29 ottobre - Mario Pontremoli, dirigente d'azienda, partigiano e ufficiale italiano (n. 1896)
- 30 ottobre - Wallace MacDonald, attore e produttore cinematografico canadese (n. 1891)
- 31 ottobre - František Šterc, calciatore cecoslovacco (n. 1912)